# Ilkka Saraviita
Ilkka Saraviita, född 13 augusti 1940 i Helsingfors, död där 25 december 2013, var en finländsk jurist.
Saraviita blev juris doktor 1971. Hon var 1974–1979 biträdande professor vid Tammerfors universitet och Helsingfors universitet samt blev sistnämnda år professor i offentlig rätt vid Lapplands universitet. Han var grundlagsexpert och skrev bland annat en omfattande kommentar till Finlands grundlag som trädde i kraft 2000. Dessutom publicerade hon verken Lakiehdotuksen lepäämään jättäminen (1971), Valtiosääntöoikeuden pääpiirteet (jämte Mikael Hidén, 1977), YYA-sopimus (1989), Valtiosääntöoikeuden perusteet (2001) och Suomalainen perusoikeusjärjestelmä (2005).